# Ismael Ivo
Ismael Ivo (San Paolo, 17 gennaio 1955 – San Paolo, 8 aprile 2021) è stato un danzatore e coreografo brasiliano.

## Biografia
Di umili origini, crebbe con la madre, una collaboratrice domestica.
Fin da adolescente si interessò alla danza e ben presto capì la sua vocazione. Ottenne borse di studio in scuole di danza moderna ed entrò a far parte del corpo di ballo maschile al Teatro Galpão di San Paolo. Il coreografo Klauss Vianna gli permise di unirsi al gruppo di danza sperimentale del Teatro Municipal, dove Ismael rimase per un anno.
Nel 1983, durante una performance solista a Bahia, incontrò il coreografo statunitense Alvin Ailey, grazie al quale si affermò a livello internazionale. Ismael Ivo cominciò infatti a viaggiare: nel 1984, insieme al direttore artistico Karl Regensburger, fondò il festival ImPulsTanz a Vienna, considerato uno dei più grandi appuntamenti di danza internazionale in Europa. Lavorò quindi con diversi coreografi di altri Paesi, tra cui la tedesca Pina Bausch e lo statunitense William Forsythe. Dopo alcune esperienze artistiche con la performer serba Marina Abramović, Ismael Ivo divenne direttore della Biennale Danza di Venezia.
Tornò in Brasile nel 2017, dopo oltre tre decenni, per operare come coreografo a San Paolo.
Nel giugno 2020 fu colpito da due ictus, superati senza conseguenze.
Ismael Ivo è morto a causa di complicazioni da COVID-19 l'8 aprile 2021 all'età di 66 anni.